# Johann Konrad Schiede
Johann Konrad Schiede (in seinen Büchern oft H. C. Schiede, wohl für Hans Conrad) (* 6. September 1760 in Kassel; † 19. September 1826 in Appenheim) war Pfarrer, Spätaufklärer und Verfasser von Trivialromanen.

## Leben
Schiede war der Neffe des reformierten Inspektors Johann Georg Schiede von Hanau. Er studierte evangelische Theologie in Hanau und Marburg. Ab 1783 war er zwei Jahre Adjunkt in Meerholz (heute ein Stadtteil von Gelnhausen), der Residenz der Grafen von Isenburg-Büdingen-Meerholz. 1785 vermählte er sich mit Christine Henriette Mühlenschläger, dem siebten Kind des damaligen Pfarrers zu Meerholz. 1786–1789 war Schiede Pfarrer in Niedermittlau und anschließend Pfarrer und Hofprediger in Meerholz.
1802 wurde Schiede wegen einer Satire, in welcher er deutliche Anspielungen auf das Leben am gräflichen Hof gemacht hatte, entlassen und des (Miniatur-)Landes verwiesen. Er fand eine neue Stelle im linksrheinischen Ensheim, das zu der Zeit französisch war und dem kurzlebigen Département du Mont-Tonnerre (1798–1814) angehörte. Französischer Staatsbürger geworden, wurde er 1803 in die Abteilung 'Moralische und politische Wissenschaften' der 'Société départementale des sciences et des arts du département Mont-Tonnerre' aufgenommen. Für die Gesellschaft verfasste er die Arbeit 'Einige Gedanken über die Beförderung des körperlichen und geistigen Wohlseins unserer Mitbürger auf dem Lande'.
Ab 1807 war Schiede zuerst Zweiter, ab 1809 Erster Reformierter Pfarrer in Alzey. 1824 wurde der schon ältere und gichtkranke Mann noch einmal, wohl wegen Meinungsverschiedenheiten mit seinen Amtskollegen, versetzt, diesmal nach Appenheim, wo er am 19. September 1826 starb.
Schiede hatte acht Kinder, wovon sicher drei schon im Kindesalter starben.
Den größten Erfolg hatte Schiede wohl mit seinem Werk 'Die privatisierenden Fürsten', von dem mehrere Fortsetzungen erschienen. Hier wie auch in seinen anderen Werken spielt die (Tages-)Politik eine zentrale Rolle. Häufig werden Seitenhiebe auf prominente Persönlichkeiten ausgeteilt. Auch persönliche Kontroversen werden ausgetragen. Eine aufklärerische Botschaft vermischt sich, wie bei den Trivialautoren der Spätaufklärung üblich, mit Klatsch und Pikanterien.
Die große Schwäche seiner Werke ist wohl die allgegenwärtige Ironie. Diese bemerkte schon der zeitgenössische Rezensent der 'Neuen allgemeinen deutschen Bibliothek': „...wegen der leidigen, an Allem nagenden Ironie /wird/ sehr vielen Lesern nicht einmal einleuchten ..., ob der Autor loben oder tadeln wollte?“
Trotzdem scheinen seine Werke bei den Lesern beliebt gewesen zu sein. Etliche Bücher wurden mehrmals aufgelegt.
Für die Nachwelt liegt sein Wert sicher in den Schilderungen seiner Zeit und seiner Umgebung und in seinem Engagement für Demokratie, religiöse Toleranz und eine weite Verbreitung des Wissens seiner Zeit.

## Werke
Vorbemerkung: Aufgrund seiner politisch brisanten Inhalte erschienen Schiedes Werke (mit Ausnahme der 'Gynaikokratie') anonym. Da auch eine große Zahl von anderen Autoren der Zeit ihre Bücher anonym herausgab, können diese z. T. nicht mehr sicher zugeordnet werden.
Möglichst vollständige Liste der Werke, bei denen Schiedes Autorschaft als gesichert gelten kann (aufgelistet wird nur die Erstausgabe)
- Die Fürstentochter. Hennings in Erfurt und Gotha. 1797.
- Die Fürstentochter. Zweyter Theil. Hennings in Erfurt. 1799.
- Der Gott der Lazzaroni, oder Nivolis Schutzgeist auf der Flucht. Ein Seitenstück zu Saul II. genannt der Dicke, König von Kanonenland. Neapel [Hennings in Erfurt]. 1800. später auch unter dem Titel: Ferdinand, vormals König von Neapel. Züge aus seinem öffentlichen und Privatleben.
- Die Engel der Finsterniss. 2 Bde. Deutschland [Hennings in Erfurt]. 1801. auch unter dem Titel: Allerneuste Reisen ins Innere von Afrika. Herausgegeben von Momus.
- Das Land der Geheimnisse, oder die Pyramiden. 2 Bändchen. Hennings in Erfurt. 1801. später auch unter dem Titel: Osymandias, König von Egypten.
- Die privatisierenden Fürsten. Bundesstadt [Hennings in Erfurt]. 1802.
- Die privatisierenden Fürsten. Zweytes und letztes Bändchen. Weisheit im Julius-Hospitale. Deutschland [Hennings in Erfurt]. 1802.
- Apologie, ach! des Erbadels. Aus den Papieren eines deutschen Fürsten. Herausgegeben vom Verfasser der privatisierenden Fürsten. 2 Bände. Alzey im J. XI der Republik. [Hennings in Erfurt. 1802.] später auch unter dem Titel: Gute Nacht! Dem Erbadel gewünscht, von einem Fürsten.
- Alle Teufel! Keine Wahrheit! Oder!!  vom Verfasser der privatisirenden Fürsten und der Apologie ach! des Erbadels. 2 Teile. Botany-Bay [Hennings in Erfurt]. 1803.
- Brillenpulver und Augensalbe. Vom Verfasser der privatisierenden Fürsten. Gelnhausen [Hennings in Erfurt]. 1803.
- Einige Gedanken über Beförderung des körperliche und geistigen Wohlseins unserer Mitbürger auf dem Lande. o. O. 1803.
- Predigt über die Schutzpockenimpfung. Mainz. Jahr XII [gemäß französischem Revolutionskalender, d. h. 1803/4].
- Die privatisierenden Fürsten. Dritter Theil, welcher die Duodezmonarchen enthält. Babylon [Hennings in Erfurt]. 1804.
- Die privatisirenden Fürstenfrauen. Zugabe zu den privatisierenden Fürsten. 2 Bde. Berlin und Leipzig [Hennings in Erfurt]. 1804.
- Die Fürsten von Schwabenburg oder die neuesten privatisirenden Fürsten. 2 Bde. Erfurt. 1805.
- Bruder Jonas, der Mennonit. Herausgegeben vom Verfasser des Fürsten von Schwabenburg oder der neuesten privatisirenden Fürsten. 2 Bände. Rom [Hennings in Erfurt]. 1805. später auch unter dem Titel: Aretinus Loyola oder der Geisterseher ohne Geist.
- Cosmopolitische Wanderungen eines Zigeuners. Nebst der Geschichte seiner Carriere zum Politikus. Ein Seitenstück zu Faustin, und Benjamin Noldmanns Geschichte der Aufklärung in Abyssinien. Erstes Bändchen. Peter Hammer in Cölln [Neukirch in Basel]. 1806.
- Der Gräfin Valeria Leben, von ***. Eine merkwürdige Avanturiere aus Ungarn. Aus ihrem Nachlasse bei ihrer Entweichung aus dem Ursulinerkloster zu E-t. 2 Theile. Hennings in Erfurt. 1806.
- Kirchliche Licht- und Wasserstrahlen oder das Konsistorium auf dem linken Rheinufer. Vom Verfasser der privatisierenden Fürsten. Erstes Heft. o. O. [Schellenberg in Wiesbaden]. 1808.
- Gynaikokratie oder die Regierung der Frauen und Jungfrauen als einziges Rettungsmittel der Welt. von Conrad Schiede, Verfasser der privatisirenden Fürsten. Zum Angebinde freundlicher Frauen für ihre geliebte Männer. o. O. [Gebhardt und Körber in Frankfurt a/M]. 1816.